# 바라놉스키-하산 선
바라놉스키-하산 선(러시아어: Барановский - Хасан магистраль, 영어: Baranovsky-Khasan Railway)는 러시아의 바라놉스키와 하산을 연결하는 약 240km의 철도이다. 하산 역에서 조선민주주의인민공화국 라선특별시의 두만강역에 직행하고 있으며, 마하리노 역에서 중국 지린성 옌볜 조선족 자치주 훈춘남역(琿春南驛)에 향하는 지선도 존재한다.

## 역사
1938년 관동군에 의한 하산 호 전투가 발생하여 시베리아 철도 바라 노프 스키 역에서 크라스키노역 (현재는 폐지)까지 190km의 철도가 건설되어 1941년에 완성했다. 제 2 차 세계 대전이 끝난 후 1951년 9월 28일에는 두만강 하구 부근에 있는 하산 역까지 연장되었다. 1952년에는 두만강 나무의 간이 다리가 놓여 조선 민주주의 인민 공화국과의 철도 연결했다. 또한이 나무 다리는 1959년 8월 9일에는 철교에 재 가설되어 조선-러시아 우정의 다리로 불린다. 이 철교는 고도가 낮기 때문에 중국 영내의 훈춘 시에서 동해로 나오는있어서 장벽이 되고있다. 1990년대 중국의 제안에 따라 유엔 개발 계획 (UNDP) 주도로 시작된 '두만강 개발 계획'이후 중국측은 러시아와 북한 양국에 철교를 개조하도록 일관되게 주장 해왔다. 그러나 정치적인 이유로 러시아 북한 양국은 아직 동의하지 않는다. 2009년부터 2011년까지 양국의 국경에서 라진항까지의 54km의 개량 공사를 2011년 10월 13일에 완성하고 2013년 9월 22일에 준공식이 열렸다.

## 조선민주주의인민공화국과의 국제열차
주행 거리 10267km를 자랑하는 모스크바 - 평양 간 국제 열차는 2 주에 1 회 모스크바 - 블라디보스토크 간의 100Щ 열차의 후부에 연결된다. 북한 국적의 승무원과 승무원이 승차하고 우수리스크에서 652 차 열차의 이름으로 하산 방면으로 향한다. 듀얼 게이지되어 두만강 철교를 통과 한 후 광궤에서 표준궤로 전환 두만강역 - 평양역 동안 8 차 기차의 이름으로 운행된다. 시간표에서 9 일 실제로는 10 ~ 11 일에 걸쳐 주행을 계속한다. 이 밖에 평양 - 하바로프스크 간 열차가 월 1 회 모스크바 - 두만강 역의 열차가 매주 1 회 직통 열차 (우수리스크까지 로시야 호의 후부에 연결)이 운행되고있다.
전신 기차는 러시아 철도가 운행하고 있었다 모스크바 - 선양 - 단둥 - 신의주 - 평양 간 국제 열차이다. 일주일에 1 회, 모스크바 - 베이징 간 K19/20 열차에 병결되어 심양 역에서 분리되어 베이징 - 평양 간 K27 /28 열차의 후부에 연결되어 있었다. 1955년 2월 1일에 중국과 소련의 철도부 대표가 하얼빈에서 모스크바 - 평양 간 직통 열차 문제를 협의했다 기록이있다. 평양 행 열차는 항상 지연이 발생하여 심양에서의 취급이 곤란하다에서 중국측은 폐지를 주장했지만 북측은 단호하게 반대했다. 2010년 12월 20일에는 중국, 러시아, 북한 등 3 개국에서 협정이 맺어 져 그 날부터 K19/20 열차 및 K27/28 열차의 편성 모스크바 - 평양 간 열차는 병결되지 않게되었다.

## 같이 보기
- 시베리아 횡단 철도
- 두만강선